# Теодора Драйзера (станция скоростного трамвая)
«Рональда Рейгана» (укр. «Рональда Рейгана», в 2000—2008 годах — «Драйзера» 2008—2024 «Теодора Драйзера») — станция линии скоростного трамвая в Киеве, расположена между станциями «Сержа Лифаря» и «Каштановая».

## История
Открыта 26 мая 2000 года. Названа по одноимённой улице. Как и вся левобережная ветвь скоростного трамвая, была закрыта с 1 января 2009 года на реконструкцию. 
Опять открыта 24 октября 2012 года.
Ранее существовали планы по постройке вместо трамвая станции метро, но по состоянию на 2013 год от планов отказались в пользу подземного варианта под проспектом Маяковского (ныне проспект Червоной Калины).

## Галерея
- Станция «Рональда Рейгана» до реконструкции